# 貝克縣 (明尼蘇達州)
貝克縣（英語：Becker County）是美國明尼蘇達州西北部的一個縣。面積3,743平方公里。根據美國2000年人口普查，共有人口30,000人。縣治底特律湖（Detroit Lakes）。
成立於1858年3月18日。縣名紀念當選眾議員喬治·盧米斯·貝克（George Loomis Becker，但因議席分配數目不足經抽籤而落選）。